# Dachauski procesi (Nemčija)
Dachauski procesi v Nemčiji je naziv za skupino 489 sodnih procesov proti 1672 osebam zaradi vojnih zločinov, storjenih med drugo svetovno vojno. Procese je vodilo U.S. Army Courts. Procesi so potekali med letoma 1945 in 1948.
Procesi se delijo na štiri skupine:
- 6 procesov (~200 obtožencev) proti pripadnikom KZ Dachau, KZ Buchenwald, KZ Flossenburg, KZ Mauthausen, KZ Nordhausen in KZ Mühldorf;
- okoli 250 procesov (~800 obtožencev) proti pripadnikom podtaborišč in zunanjih taborišč zgoraj omenjenih matičnih taborišč;
- nad 200 procesov (~600 obtožencev) proti (večinoma) civilistom, ki so sodelovali pri poboju okoli 1.200 Američanov (večinoma sestreljenih letalcev) in
- posebni procesi: Malmedyjski proces, Hadamarjev proces, Skorzenyjev proces,...